# Ruido blanco (álbum)
Ruido blanco es el primer álbum en vivo de la banda de rock latino Soda Stereo, publicado el 1 de noviembre de 1987 por Sony Music Latin (antes CBS). Fue grabado en Argentina, Perú, Chile, México y Venezuela y editado en 1987.
El álbum incluye canciones de Soda Stereo, Nada personal y Signos. Logró el puesto 5° de los 10 mejores álbumes en vivo del rock argentino por la Rolling Stone Argentina en 2007.

## Grabación
La idea de grabar los conciertos surgió en plena gira musical. Lastimosamente, en la mayoría de lugares en donde se realizaron los conciertos, los equipos de sonido eran de muy mala calidad, por lo que, a pesar de tener mucho material, solo se pudo contar con algunas canciones.

"Tocamos muchísimo en el circuito de discotecas, y cuando entrás ahí tenés un ritmo infernal, pero ganás plata. Viajamos mucho al exterior y exportamos a otros países, como quería Alfonsín (risas)."
Gustavo Cerati.

La mezcla se realizó en el estudio Blue Wave en Barbados que era propiedad de Eddie Grant. Se utilizaron sólo algunas pistas de las grabaciones originales ya que la mayoría fueron regrabadas en el mismo estudio.
En la versión del álbum en vivo que fue publicada en algunos países no se incluyó la canción «Estoy azulado», la cual si se completó al remasterizar el álbum para la edición en CD.

## Recepción
Para muchos fanes, en Ruido blanco se encuentran versiones de algunas canciones mejores que las hechas en álbumes de estudio, como es el caso de «Persiana americana» o «Final caja negra».
En 2007 en la lista de los 10 mejores álbumes en vivo del rock argentino por la Rolling Stone Argentina, el álbum Ruido blanco conquistó el quinto puesto.
Forma parte de la lista de los 100 discos que debes tener antes del fin del mundo, publicada en 2012 por Sony Music.

## Lista de canciones
| Lado A |                      |                           |          |  |
| N.º    | Título               | Escritor(es)              | Duración |  |
| 1.     | «Signos»             | Cerati                    | 6:20     |  |
| 2.     | «Juego de seducción» | Cerati                    | 4:14     |  |
| 3.     | «Persiana americana» | Cerati · Jorge Daffunchio | 5:38     |  |
| 4.     | «Sobredosis de TV»   | Cerati                    | 5:38     |  |
| 5.     | «Estoy azulado»      | Cerati · Coleman          | 4:18     |  |
| 26:08  |                      |                           |          |  |

| Lado B |                          |                          |          |  |
| N.º    | Título                   | Escritor(es)             | Duración |  |
| 6.     | «Final Caja Negra»       | Cerati · Bosio · Alberti | 5:38     |  |
| 7.     | «Cuando pase el temblor» | Cerati                   | 4:55     |  |
| 8.     | «Vita-Set»               | Cerati · Bosio           | 4:26     |  |
| 9.     | «Prófugos»               | Cerati · Alberti         | 6:04     |  |
| 21:03  |                          |                          |          |  |

## Certificación
| País      | Organismo certificador | Certificación | Ventas certificadas | Ref.  |
| --------- | ---------------------- | ------------- | ------------------- | ----- |
| Argentina | CAPIF                  | Platino       | 60 000              | [ 3 ] |

## Créditos
| - Gustavo Cerati: voz principal, guitarra eléctrica y coros. - Zeta Bosio: bajo, guitarra electroacústica y coros. - Charly Alberti: batería electrónica y caja de ritmos. Músicos adicionales - Gustavo Aranguren, Ramón Carranza, José Vera, Rodrigo Barboza: Trompeta, saxofones y trombón. - Daniel Sais: sintetizadores y coros. - Mónica Green, Melba Houston y Anita Robinson: coros. | - Arreglos de vientos: Juan «Pollo» Raffo. - Mánager personal: Marcelo Angiolini. - Operador de sonido: Adrián Taverna. - Operador de luces: Alfredo Lois y Daniel Camacho. - Monitoreo y Stage mánager: Eduardo Pirillo. - Escenografía y video: Alfredo Lois. - Asistentes: Jorge Rearte, Luis Bianchi, Aldo Benítez, Hugo Altuve. - Maquillaje y vestuario: Alejandra Boquete. - Asistente de producción: Roberto Cirigliano y Jorge Brunelli. - Técnico de grabación: Adrián Taverna y Mario Breuer. - Mezcla: Glem Johansen. - Técnico Asistente de Mezcla: Mario Breuer. - Edición y corte: Chris Bellman. - Producción: Juan Carlos Mendiry y Oscar Sayavedra. - Producción artística: Gustavo Cerati, Zeta Bosio, Charly Alberti. - Producción ejecutiva: Alberto Ohanian. - Arte y diseño de tapa: Caito Lorenzo y Marcelo Barreiro. - Fotos: Mario Pergolini y Raquel Cisneros. |